# Balcha Safo
Pour les articles homonymes, voir Safo (homonymie).
Dejazmach Balcha Safo (1862 - 1936), également connu sous son nom de cavalier Abba Nefso, était un chef militaire, gouverneur de province et résistant éthiopien.

## Du jeune Balcha à Abba Nefso, héros d’Adoua
Balcha Safo est né en 1862 dans une famille oromo modeste en pays Gouragué. Son éducation commence chez les prêtres, mais à la suite d'une expédition de Ménélik II, Balcha, alors jeune garçon âgé d’environ 14-15 ans,  est trouvé sur le champ de bataille, blessé et émasculé. Ras Mekonnen demanda alors à l'Empereur de pouvoir le placer sous sa garde, le jeune garçon devint ainsi domestique du Ras. Plus tard, l’Empereur le fera travailler à la cour impériale où il sera élevé et deviendra après quelque temps, bedjirond (trésorier). Ces années passées au plus près de l'Empereur ont amené Balcha Safo à considérer celui-ci comme un véritable père. À la cour, il se fera également remarquer pour ses talents militaires qui lui seront utiles. C’est à la suite de deux batailles qu’il entrera définitivement dans l'histoire : le siège de Meqelé et surtout la bataille d’Adoua.
Durant la deuxième, il se révèle être un excellent stratège. Après avoir réussi à mobiliser 3 000 fantassins, il commandera une batterie de trente-huit pièces de l'Empereur et mettra en œuvre ses quelques connaissances de l’artillerie (chose rare à l’époque en Éthiopie) : il remplace un canonnier et utilise avec habileté les armes à la disposition de ses troupes. Il recevra après la victoire, le titre de Dejazmach.

## Gouverneur de province
Deux ans après la bataille, Balcha Safo commence une carrière administrative qui durera 30 ans. Il est tout d’abord nommé gouverneur du Sidamo, région du Sud, en 1898 et le restera jusqu’en 1908.
Puis à la suite du décès, le 10 octobre 1907, du Dejazmach Ylma, frère du Ras Tafari, libère le poste de gouverneur du Hararghe. Le Ras Mikael, seigneur du Wollo, plaide alors la cause de Tafari auprès de Ménélik II qui resta sourd à ces appels et attribue, le 8 avril 1908, au Dejazmach Balcha le poste de gouverneur. Il sera un gouverneur impopulaire tant il restreint l’activité des marchands et impose trop lourdement les paysans. Balcha « s’était acquis une réputation bien méritée de cruauté, de barbarie et d’avarice, et ses sujets le haïssaient autant qu’ils le craignaient » . En 1913, la mort Ménélik II accroît l’influence au Ras Tafari Makonnen, l’année suivante, Balcha est évincé de son poste. En 1916, Lij Iyassou est renversé et la régence du Ras Tafari commence, celui-ci décide d’écarter Balcha du pouvoir central et sera rassuré puisqu’en 1917, il redevient gouverneur du Sidamo, jusqu’en 1928.
Plus généralement son bilan en tant que gouverneur est mitigé : il s’est souvent montré désobéissant au gouvernement central en refusant de lui payer des impôts, il refuse d’abolir l’esclavage et exerce une trop forte pression sur les paysans, néanmoins il a su améliorer l’administration provinciale et la compétitivité de certains instruments économiques locaux en s’associant avec des commerçants indiens.

## Relations avec la cour impériale
Bien que gouverneur, Balcha s’intéresse aux affaires du pouvoir central, à la cour impériale. Ses actions sont fortement marquées par une loyauté envers Ménélik II, l’homme qui l’avait élevé à la cour et qu’il considérait comme son père. Sa mort, en 1913, l’attrista profondément et un nouvel empereur arrive au pouvoir : Lij Iyassou.

### Relations avec Lij Iyassou
Lij Iyassou irritait Balcha Safo, à tel point qu’il décide d’intervenir militairement. Une colonne sous ses ordres se rend à Harar, pille la ville et tue plusieurs centaines d’habitants, Iyassou est forcé de partir vers Djidjiga. Il participe ainsi activement au coup d'État qui amènera au pouvoir Zaoditou I à laquelle il apporte clairement son soutien face aux modernisateurs menés par le Ras Tafari Makonnen qui exerce, en tant que régent, la réalité du pouvoir.

### Relations avec le Ras Tafari
« Il se glisse comme une souris et rugit comme un lion. »
— Opinion du Dejazmach Balcha sur Tafari
Les relations avec Ras Tafari Makonnen sont difficiles et ce depuis 1908, année à laquelle le poste du gouverneur de Harar échappe à Tafari pour être attribué à Balcha. Finalement, ce dernier sera évincé après la mort de Ménélik II. 
En 1920, Balcha est impliqué dans un complot mené par Bajeron Webeshat Hayle, le principal reproche fait au Ras Tafari est de vendre le pays, référence aux concessions accordées aux pays étrangers. Avant d’avoir pu entreprendre toute action, les comploteurs seront arrêtés et leurs propriétés confisquées, néanmoins, il se disculpera et échappera aux sanctions. Mais la confrontation était loin d’être terminée, avec le temps, des serviteurs de Balcha penchaient de plus en plus en faveur du Ras Tafari, alors que le gouverneur du Sidamo, poste lucratif et donc convoité, refusait d’obéir aux ordres du gouvernement central. En 1928, Balcha est appelé à Addis-Abeba par le Ras Tafari; après avoir initialement déclaré: «Si Tafari me veut, qu’il vienne lui-même me prendre ici au Sidamo», il acceptera de s’y rendre sous la pression de Zaoditou I, fille de Ménélik II et personne à laquelle il était resté loyal. Cependant, il décide d’aller à Addis Abeba accompagné de 5 000 à 7 000 hommes armés qui camperont à Nifas Silk, au sud de la capitale. Alors que Balcha s’absente, le Dejazmach Berru Walde Gabriel, ancien gouverneur du Sayyo et du Wellega est nommé nouveau gouverneur du Sidamo par un awaj (décret) du Ras Tafari. Le Ras Kassa Hailu accompagné par d’autres officiels se rendirent à Nifas Silk, informèrent les soldats, en majorité membre des troupes impériales, les rappelèrent qu’ils devaient obéissance au pouvoir central et offrirent à chacun un fusil et six thalers. Deux jours plus tard, Balcha retourna alors sur les lieux et comprit qu'il avait été victime d'un stratagème. Il se rendit  sur les collines d’Entoto, à l'église Raguel dont il fait sonner les cloches, moyen traditionnel de demander la grâce. Il  reconnaîtra qu’il avait organisé un complot et il sera arrêté et condamné à mort mais sa peine sera commuée. Il sera finalement assigné dans un monastère.

## Mort
En 1935, les troupes italiennes envahissent l’Éthiopie et l’Empereur Haile Selassie I a besoin de chefs militaires pouvant mener des groupes de résistants. Il demandera à Balcha Safo d’apporter son aide militaire. Bien qu'opposé à l’Empereur, il était resté loyal à Ménélik II et sa haine envers l’Italie remontait à Adoua, il décida donc d’accepter. Il mène alors des actions de guérilla contre les occupants. Après quelques mois de combats, ses troupes avaient subi de lourdes pertes, il envoya une lettre au commandant italien de Harar lui annonçant qu’il se rend et fixa un endroit pour la rencontre. Le 6 novembre 1936 (5 novembre selon d’autres sources), les Italiens vinrent à lui et lui ordonnèrent de jeter son arme. Balcha se leva, s’écria « Ménélik mon maître » et tira sur ses ennemis avant d’être tué à son tour.

## Sources